# كليوباترا سيليني الثانية
كليوباترا سيليني الثانية (باليونانية:Κλεοπάτρα Σελήνη)، هي البنت الوحيدة لملكة مصر كليوباترا والجنرال الروماني مارك أنطوني.
ولدت في صيف سنة 40 قبل الميلاد، وتوفيت سنة 5 قبل الميلاد وكانت امرأة ملكية ذات تأثير كبير في العهد الأوغسطي.
أصبحت كليوباترا سيليني حاكمة على برقة وليبيا بفضل الهبات السكندرية. بعد خسارة كل من مارك أنطوني وكليوباترا وانتحارهما في مصر سنة 30 قبل الميلاد، تم أخذ كليوباترا سيليني وإخوتها إلى روما وتم وضعهم في منزل أوكتافيا الصغرى، وهي أخت أغسطس قيصر وزوجة سابقة لأبيها.
تزوجت كليوباترا سيليني لاحقا يوبا الثاني ملك نوميديا وموريطانيا، وكان لها أثر كبير على حكم موريطانيا والقرارات فيها، خصوصا في التجارة ومشاريع البناء. أصبح البلد خلال فترة حكمها غنيا ومزدهرا للغاية.
أنجبت كليوباترا مع يوبا الثاني إبنا هو بطليموس الموريطاني ليكون ولي عهد. واستمرت سلالتهم عبر حفيدتهم دورسيلا التي تداخلت مع طبقة النبلاء في روما لعدة قرون.

## حياتها

### طفولتها
ولدت كليوباترا سيليني بالتقريب سنة 40 قبل الميلاد في مصر، وهي البنت الوحيدة لملكة مصر كليوباترا. اسمها الثاني (والذي يعني «القمر» بالإغريقية القديمة) يقابله الاسم الثاني لأخيها التوأم، إسكندر هيليوس (هيليوس تعني «الشمس» بالإغريقية القديمة). تلقت تعليما رفيعا في الإسكندرية وقد كان معترف بها وبأخيها كأبناء شرعيين من طرف أبيهما الجنرال الروماني مارك أنطوني وقد تم ذلك خلال لقاء سياسي مع أمهما سنة 37 ميلادي.
ولد أخوهما بطلميوس فيلاديلفوس بعد سنة من ذلك.
وخلال السنتين التي تلت، قام مارك أنطوني بتمليك أراضي كبيرة لكليوباترا الأم وأبناءها. سنة 34 قبل الميلاد، وخلال الهبات السكندرية، تجمعت حشود غفيرة من أجل مشاهدة الزوجين كليوباترا ومارك أنطوني يجلسان على عرشهما الذهبي الموضوع فوق منصة من الفضة، رفقة قيصرون، كليوباترا سيليني، اسكندر هيليوس وبطليموس فيلاديلفوس الذين جلسوا على كراسي أصغر تحتهم. أعلن حينها مارك أنطوني أن كليوباترا ملكة للملوك، وأقر أن قيصرون هو الابن الشرعي ليوليوس قيصر وملكا لمصر، واستمر في إعطاء الممالك لكليوباترا سيليني وإخوتها حيث تم إعلان كليوباترا سيليني حاكمة على برقة وليبيا.
لم يكن أي من الأطفال في عمر يسمح لهم بالحكم على أراضيهم، لكن كان من الواضح أن والديهم كانوا ينوون ذلك لهم في المستقبل. لقد كان لهذه الحادثة، بالإضافة إلى زواج مارك أنطوني بكليوباترا، وطلاقه من أوكتافيا (الأخت الكبرى لأغسطس قيصر - الذي سيصبح الإمبراطور الروماني قيصر اوغسطس-) أثر حاسم ونقطة محورية أدت إلى الحرب الأخيرة للجمهورية الرومانية.
سنة 31 قبل الميلاد، خسرت كليوباترا وأنطوني الحرب أمام أغسطس قيصر خلال معركة بحرية. لما وصل أغسطس قيصر إلى مصر في صيف سنة 30 ميلادي، قام الزوجان بإرسال أولادهم بعيدا، حيث أُرسل قيصرون إلى الهند، لكن خانه معلمه في الطريق وقُبض عليه وقُتل من طرف القوات الرومانية. أما كليوباترا سيليني، إسكندر وبطلميوس فيلاديلفوس فأُرسلوا إلى مدينة طيبة جنوب مصر. قامت كل من كليوباترا وأنطوني بعدها بالانتحار مع تقدم جيش أغسطس قيصر إلى مصر.
موت كل من كليوباترا وقيصرون جعل من سيليني وأخيها إسكندر الحكام الشرعيين لمصر إلى غاية الحاق مملكة مصر بالإمبراطورية الرومانية أسبوعين بعد ذلك.

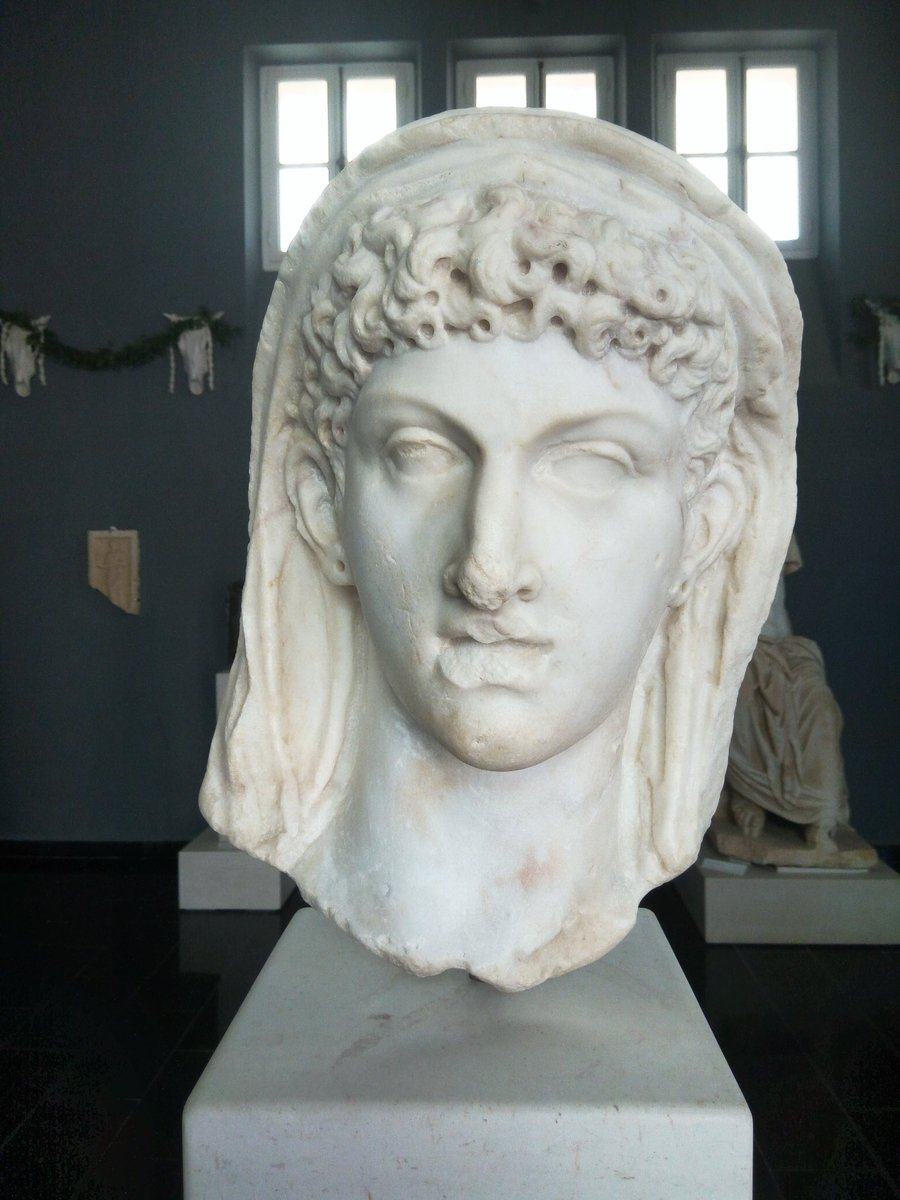
منحوتة لكليوباترا سيليني محفوظة في المتحف الأركيولوجي بشرشال، الجزائر.

### حياتها في روما
قام أغسطس قيصر بالقبض على كليوباترا سيليني مع أخويها وأخذهم معه إلى روما.
بعد أن أصبحت مصر محافظة تابعة للإمبراطورية الرومانية بدأ التساؤل عن مصير سيليني وإخوتها. مع غياب أي فرد من عائلتهم على قيد الحياة، نُقلت مسؤولية الأطفال إلى أغسطس، الذي أعطاها بدوره إلى أوكتافيا لكي قامت بتربيتهم في منزلها. فقد كانوا جزء من نفس العائلة الموسعة التي تضم أخوهم غير الشقيق «يولوس أنطونيوس» (ابن مارك أنطوني من زوجته المتوفية فلوفيا)، بالإضافة إلى أخوات غير شقيقات أخريات.
بين سنتي 26 و20 قبل الميلاد، أصبحت كليوباترا سيليني الناجي الوحيد المعروف من السلالة البطلمية، لا يوجد أي سجل تاريخي عن إخوتها ومن المرجح أنهم قد ماتوا، سواء بالمرض أو بالاغتيال.

### زواجها
دبرت أوكتافيا زواج كليوباترا سيليني بالملك المثقف يوبا الثاني ملك نوميديا، والذي تمت رعايته في منزل القيصر بعد انتحار والده الذي هزم من طرف يوليوس قيصر. وبعد وفاة القيصر سنة 44 قبل الميلاد، انتقلت الوصاية على يوبا الثاني إلى أغسطس قيصر. من المرجح أن زواجهما تم سنة 25 قبل الميلاد.
أنجب الزوجان طفلان هما:
- بطليموس الموريطاني: الذي ولد سنة 10 قبل الميلاد، والذي سمي على سلالة أمه وأخيها الأصغر. وعبر هذه التسمية استطاعت كليوباترا أن تذكر بأنها الوريثة الشرعية للبطالمة في المنفى وللأسرة الحاكمة اليونانية-المصرية.

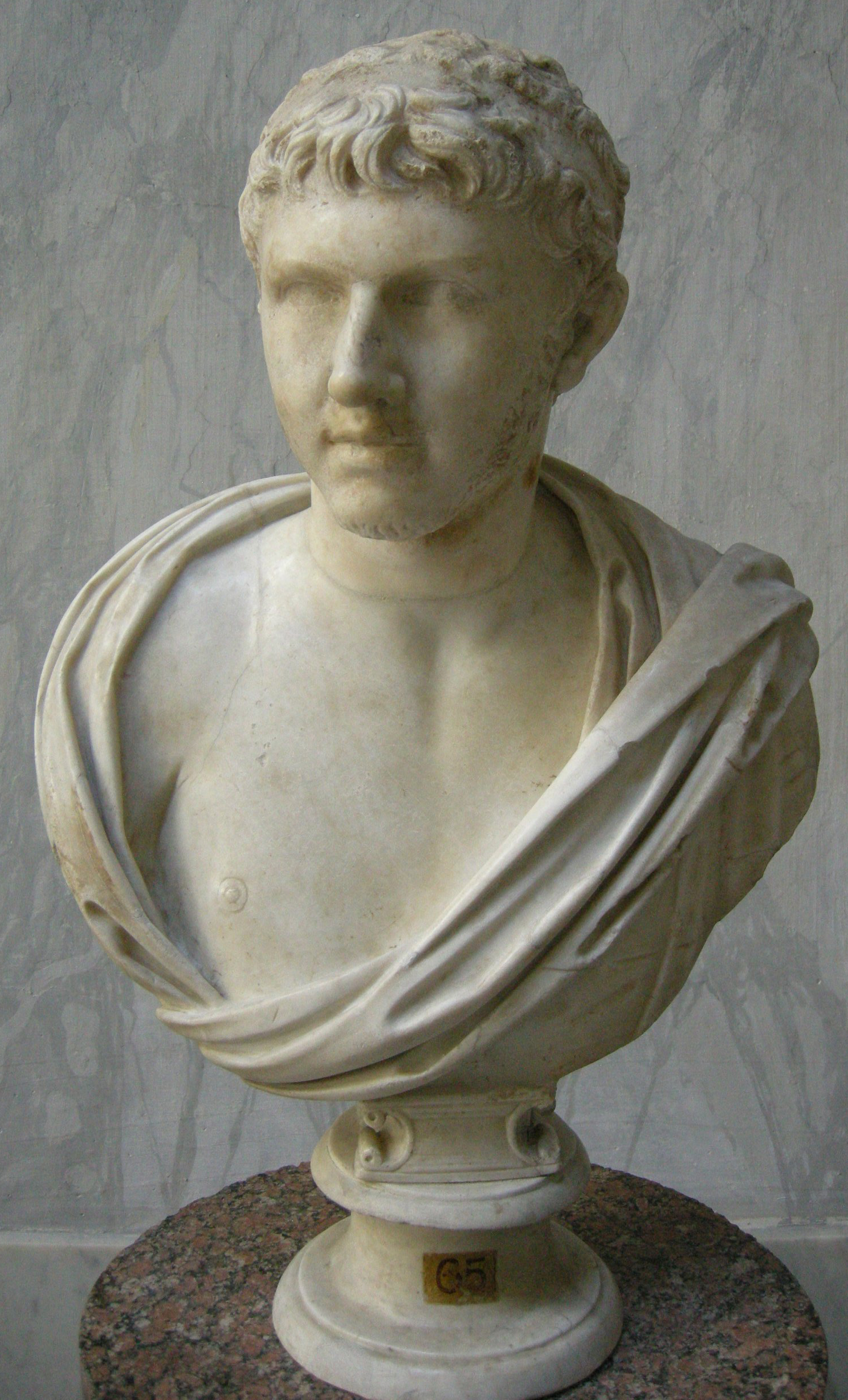
تمثال لبطليموس الموريطاني في متاحف الفاتيكان (متحف شيارامونتي)

- أنجبا أيضا بنت لم يُسجل اسمها في المراجع التاريخية. البعض يرجح أن اسمها هو دروسيلا الموريطانية، بينما يرجح البعض أنها حفيدة بطليموس.

## ملكة موريطنية ونوميدية
بعد أن أذن أغسطس ليوبا الثاني وزوجته سيليني العودة إلى مملكة نوميديا التي أصبحت تسمى موريطانيا، قاما بتغيير اسم عاصمتهم الجديدة إلى «القيصرية» تكريما له. (مدينة شرشال في الجزائر حاليا).
لقد كانت موريطانيا دولة شاسعة ينقصها التنظيم. يقال أن كليوباترا سيليني كان لها أثر كبير على السياسات التي اتبعها يوبا الثاني. وقد استقدمت الكثير من العلماء والمستشارين والفنانين من البلاط الملكي التابع لأمها في الإسكندرية. عرفت موريطانيا خلال حكمهما عصرها الذهبي.

### الإقتصاد
طورت المملكة خلال حكمها صادرات متنوعة ومهمة عبر الحوض المتوسطي، وخصوصا مع إسبانيا وإيطاليا. المنتوجات شملت السمك، العنب، اللؤلؤ، التين، الحبوب، الأثاث الخشبي والصبغ الأرجواني الذي كان يستخرج من المحار. ذاع صيت قيمة وجودة العملة الموريطانية وأصبحت ذات استعمال في أرجاء الامبراطورية الرومانية، وتتطورت التجارة عبر الموانئ إلى غاية مدينة طنجيس (مدينة طنجة حاليا).

### مشاريع البناء
مشاريع كليوباترا المعمارية كانت مزيجا من الاسلوب الإغريقي، المصري والروماني كما يظهر ذلك في مدينة شرشال في الجزائر، أو حتى في مدن كانت تتبع لها وبعيدة نسبيا عن مقر حكمها مثل مدينة وليلي التي تقع حاليا في مملكة المغرب الأقصى. ومن بين المباني التي شيدت خلال حكمها منارة في ميناء شرشال مستوحى من منارة الإسكندرية، وقصر ملكي مقابل للبحر، وعدد كبير من المعابد المخصصة للآلهة الرومانية والمصرية.

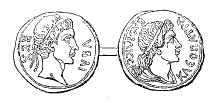
عملة مملكة موريطانيا يظهر فيها الملك يوبا الثاني في وجه، والملكة كليوباترا سيليني على الوجه الآخر للعملة.

## وفاتها
توفيت كليوباترا سيليني الثانية سنة 5 ميلادية وتم دفنها في الضريح الملكي الموريطاني الذي قامت ببناءه رفقة زوجها. حيث توجد منقوشة مكتوب عليها «ملك وملكة موريطانيا».

## وصلات خارجية
- في عرض كوروغرافي جميل: يوبا الثاني يرقص على إيقاع الموسيقى الأمازيغية فوق ركح مسرح قسنطينة